# Il treno fantasma (film)
Il treno fantasma (The Silver Streak) è un film del 1934 diretto da Thomas Atkins.

## Trama
Il progetto di costruzione di un avveniristico treno superveloce non incontra l'entusiasmo del presidente di una compagnia ferroviaria, ma il giovane e intraprendente ingegnere che ha ideato il progetto, gli dimostrerà che aveva torto.